# Jarosław Lato
Jarosław Lato (ur. 17 czerwca 1977 w Świdnicy) – były polski piłkarz grający na pozycji lewego pomocnika.

## Kariera
Swoją piłkarską karierę rozpoczynał w Stali Świdnica. Następnie grał w Lechii Dzierżoniów, Śląsku Wrocław, RKS-ie Radomsko, Widzewie Łódź, Groclinie Grodzisk Wielkopolski, Polonii Warszawa i Jagiellonii Białystok.
16 września 2009 stołeczny klub rozwiązał z nim kontrakt, ze względu na słabą formę oraz możliwe powiązania ze sprawą korupcyjną. 30 listopada 2009 roku podpisał 2,5-letnią umowę z Jagiellonią Białystok. Kontrakt obowiązuje jednak od 1 stycznia 2010 roku, dlatego zawodnik nie mógł wystąpić w dwóch ostatnich meczach rundy jesiennej.
W czerwcu 2011 mimo obowiązującego kontraktu piłkarza, władze klubu poinformowały, że nie będzie już występować w Jagiellonii. Kontrakt został rozwiązany 25 czerwca za pozrozumieniem stron, mimo że był on ważny jeszcze przez rok. Ostatnie swoje trzy sezony piłkarskie Lato rozegrał w rodzinnej Polonii/Sparcie Świdnica grającej w III lidze.

## Sukcesy
Groclin Grodzisk Wielkopolski
- Puchar Polski (1) : 2006/07
- Puchar ligi polskiej (2) : 2007, 2008

Jagiellonia Białystok
- Puchar Polski (1) : 2010
- Superpuchar Ekstraklasy S.A. (1) : 2010[6]